# Szúrcsapolás
Szúrcsapolásnak (punkció) nevezzük valamely szerv vagy testüreg anyagának kinyerésére alkalmazott módszert. A szúrcsapoláshoz leggyakrabban vékonyabb (tű – az esetek többségében speciálisan az adott célra kifejlesztett punkciós tű) vagy vastagabb (ún. trokár) eszközt használnak. A szúrcsapolás történhet diagnosztikus (kórismézési) vagy terápiás (gyógyítási) céllal.
A diagnosztikus céllal alkalmazott punkcióval leggyakrabban vért csapolunk, de ugyanígy nyerünk mintát például magzatvízből, agy-gerincvelői folyadékból (liquor), csontvelőből, ízületi folyadékból vagy kóros folyamatokból (tömlők (ciszták), gennygyülemek, hasűri váladékok, bevérzések). Bizonyos szervekből is nyerhetünk szúrcsapolással szövetmintát (máj, tüdő, különböző szervek daganatai, például emlődaganatok). Terápiás céllal gyakran alkalmaznak szúrcsapolást kóros folyadékgyülemek, például hasvízkór (ascites), ízületek gennyesedése vagy bevérzése, a mellhártyaüreg folyadékgyülemei (fluidothorax) lebocsátására. A szúrcsapolás útján nem csak folyadékot bocsáthatunk le, hanem gyógyszereket is adagolhatunk (például szubarachnoidális anesztézia során).